# Ла Фратина (Ровиго)
Ла Фратина је насеље у Италији у округу Ровиго, региону Венето.
Према процени из 2011. у насељу је живело 11 становника. Насеље се налази на надморској висини од 4 м.